# 梶祐輔
梶 祐輔（かじ ゆうすけ、1931年1月23日 - 2009年10月4日）は、日本のコピーライター、クリエイティブディレクター。日本デザインセンター最高顧問。大阪府出身。
東京コピーライターズクラブ会員、東京アートディレクターズクラブ会員、日本広告学会監事。

## 人物
大阪府に生まれる。早稲田大学文学部仏文科卒業後、電通を経てフリーのコピーライターとなり、1960年日本デザインセンター設立に参加。アサヒビール、野村証券、トヨタ自動車など数多くの企業を担当し昭和を象徴する広告を生み出した。

人間に対する深い思いやりと生活者と企業を結びつける優しい視点は、企業が社会の中で果たすべきポジションを的確に見つけ、それを広告として表現する。その生活感のある実直な表現には定評があった。また、国鉄民営化に伴うJRマーク、新しいトヨタマークのデザインなど CIディレクションも手がけ、日本のデザイン界に大きな影響を与えた。
後進の育成にも力を注ぎ、朝日広告賞審査員、毎日広告デザイン賞評議員、日経広告賞審査委員など多数の広告賞の審査員を長きにわたって務めた。

## 略歴
- 1953年（昭和28年）  - 早稲田大学文学部仏文科卒業
- 1955年（昭和30年）  - 株式会社電通入社
- 1959年（昭和34年）  - フリーランスコピーライターとしてアサヒビールなどの仕事をする
- 1960年（昭和35年）  - 日本デザインセンター設立に参加
- 1996年（平成８年）  - 日本デザインセンター代表取締役会長に就任
- 2001年（平成13年）  - 日本デザインセンター最高顧問
- 2009年（平成21年）  - 肺がんのため死去（享年78）

## 主な受賞歴
- 朝日広告賞
- 毎日商業デザイン賞
- 日経広告賞
- 広告電通賞
- 日本自動車殿堂
- 東京コピーライターズクラブ殿堂
- 東京アートディレクターズクラブ殿堂
- 白川忍賞

## 主な仕事

トヨタ自動車 広告キャンペーン
- アサヒビール 企業広告
- 大和證券 企業広告
JRグループ CI
- 日本エアシステム CI

- トヨタマーク [2]
- JRグループ [3]

## 著書
- 『海の小娘』横尾忠則,宇野亜喜良画　朝日出版　1962
- 『広告と創造性』誠文堂新光社　1968
- 『広告「右説・左説」かくも雄弁なクルマたち』二玄社　1988　ナビブックス
- 『広告の迷走 企業価値を高める広告クリエイティブを求めて』宣伝会議　2001
- 『広告内視鏡』 日経広告研究所・日本経済新聞社　2006

## 共編著
- 『生きているキャッチフレーズ全書』天野祐吉,福沢一也共著 MADRAグループ編　自由国民社　1972
- 『世界のグラフィックデザイン 4 (アドバタイズメント)』向秀男,永井一正共編　講談社　1974

## 関連人物
- 眞木準
- 亀倉雄策
- 永井一正
- 山本善之助

- 原研哉
- 横尾忠則
- 宇野亜喜良

- 秋山晶
- 仲畑貴志
- 中島信也

- 土屋耕一
- 小野田隆雄
- 天野祐吉